# 비행 훈련

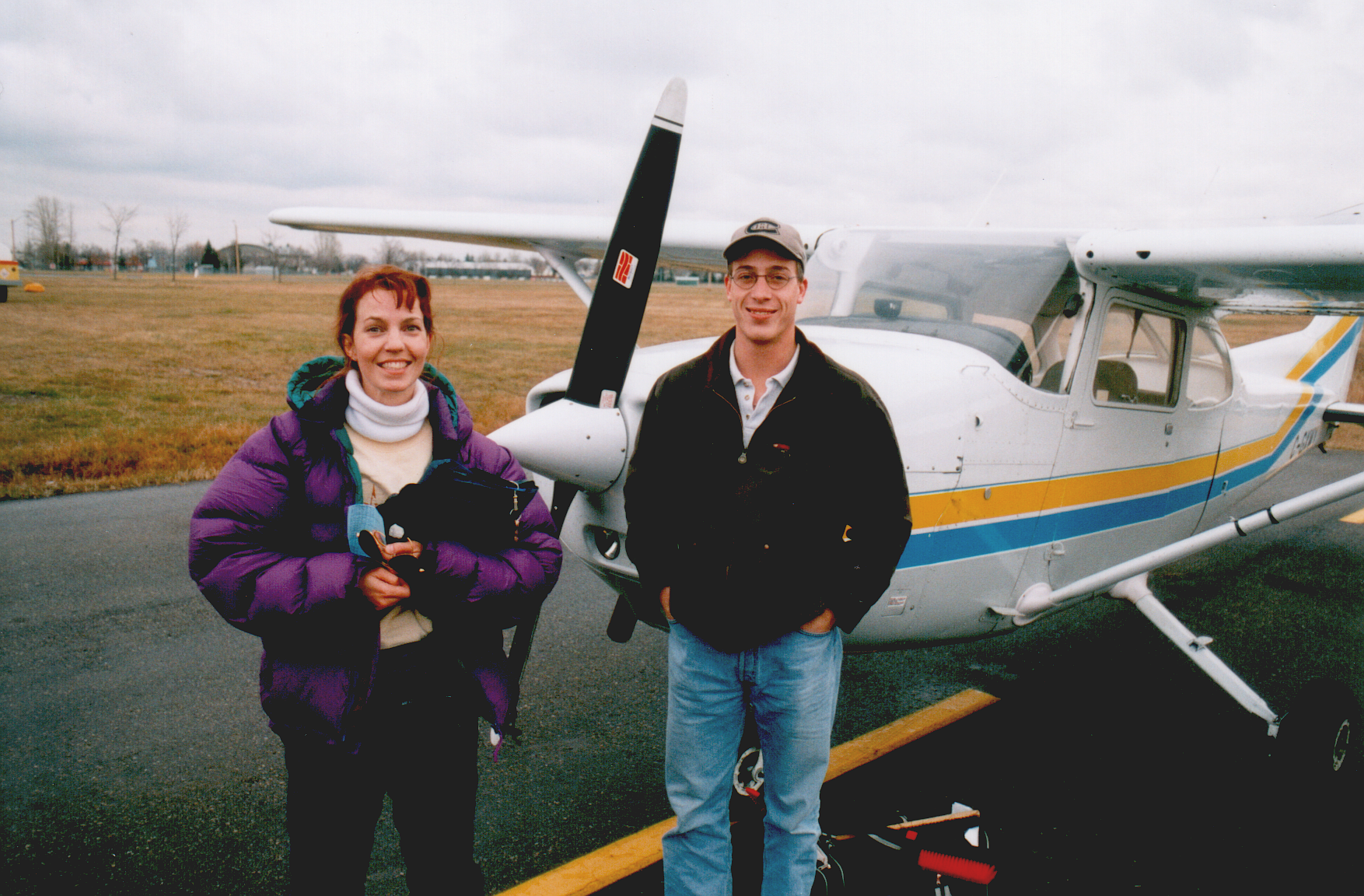
캐나다의 민항 조종 면허 교관(좌측)이 학생과 비행 훈련을 하기 전 세스나 172 기체 앞에 서 있는 모습.

비행 훈련이란 조종사가 되어 항공기를 조종하기 위해 배우는 교육 과정을 의미한다. 초급 및 중급 비행 훈련의 전반적인 목적은 기본적인 비행술을 습득하고 연마하는 것이다.
비행 훈련은 조종사 훈련 학교에서 비행사 교관과 함께 미리 짜여진 강의 계획서대로 수업을 받거나 원하는 조종사 자격증 혹은 면허에서 비행 훈련 시간 요건이 충족된다면 비행사 교관과 강의 계획서 없이 개인 강습으로 훈련을 받을 수 있다.
일반적으로 비행 훈련은 두 가지로 나눌 수 있다.
- 실 항공기 또는 인증된 비행 훈련 장비에서 제공하는 항공기 교육
- 학생이 치를 조종사 자격의 필기 혹은 구두 시험에 대비한 항공 이론을 가르치는 지상 학교의 강의실 강의[2][3]

## 같이 보기
- 지상 교관
- 미국의 비행사 자격증
- 항공종사자 자격증명 - 대한민국의 비행사 자격증
- 항공학교